# Wasił Lewski (schronisko)
Wasił Lewski (bułg. Васил Левски) – schronisko turystyczne w Starej Płaninie w Bułgarii.

## Opis i położenie
Schronisko jest położone nad miejscem, gdzie łącza się dwa strumienie, które dają początek Starej rzece. Jest to murowany dwukondygnacyjny budynek, który razem z jednym sezonowym domkiem (12 miejsc) ma całkowitą pojemność 80 miejsc. Węzły sanitarne są na zewnątrz, umywalnie – na zewnątrz i wewnątrz. Jest też łazienka. Budynek ma dostęp do wody bieżącej, prądu z agregatu i małej elektrowni wodnej, ogrzewany jest piecem. Dysponuje kuchnią turystyczną i jadalnią. Nazwane jest na cześć Wasyla Lewskiego.
Sąsiednie obiekty turystyczne:
- wodospad Karłowsko pryskało (Karłowski wodospad, 26 m wysokości) – 20 min.
- Kostenurka (Żółw, 2035 m n.p.m.) – 1,30 godz.
- Botew (2376 m n.p.m.) – 4 godz.
- schronisko Dobriła – 4 godz.
- schronisko Chubawec – 2 godz.
- schronisko Bałkanski rozi (Bałkańskie Róże) – 1 godz.
- schronisko Plewen – 5 godz.
- schronisko Raj – 4,30 godz.
- schronisko Tyża – 7,30 godz. (przez Botew)
- schronisko Mandra – 7,30 godz. (przez Botew)

Wszystkie szlaki są znakowane.
Punkty wyjściowe: Karłowo – 4,30 godz. znakowanym szlakiem przez Chubawec i Bałkanski rozi.